# Hyrup Sogn
Hyrup Sogn (på tysk Kirchspiel Hürup) er et sogn i det nordvestlige Angel (Sydslesvig), tidligere i Husby Herred (Flensborg Amt), nu Hyrup kommune i Slesvig-Flensborg Kreds i delstaten Slesvig-Holsten. 
I Hyrup Sogn findes flg. stednavne:
- Herregaardled (også Hørgaardled; tysk Herregaardlei)
- Holmbjerg
- Hyrup (Hürup)
- Kilsgaarde (også Kildsgaard, Kielsgaard)
- Vasbykro (Wattschaukrug, den østlige del dog under Husby Sogn)
- Veseby (Weseby)
- Vesebygaard (Wesebygaard)
- Østermark (Osterfeld)